# Воле Одегбамі
Воле Одегбамі (англ. Wole Odegbami, нар. 5 жовтня 1962, Ібадан) — нігерійський футболіст, що грав на позиції нападника, зокрема за низку європейських клубних команд та за національну збірну Нігерії.

## Клубна кар'єра
У дорослому футболі дебютував 1984 року виступами за команду «Левентіс Юнайтед», в якій провів три сезони, після чого протягом двох сезонів захищав кольори  «Плато Юнайтед».
1990 року перебрався на Кіпр, де протягом сезону захищав кольори клубів ЕПА (Ларнака) та «Еносіс».
У сезоні 1993/94 провів десять ігор за австрійський «Санкт-Пельтен», після чого деякий час залишався без клубу.
1995 року знайшов варіант поновити виступи на футбольному полі у складі нижчолігового англійського «Далвіч Гамлет», згодом до 2000 року змінив ще декілька команд з шостого та сьомого футбольних дивізіонів Англії.

## Виступи за збірну
Був включений до заявки національної збірної Нігерії на Кубок африканських націй 1988 у Марокко, де команда здобула «срібло», а сам гравець на поле не виходив.
Дебютував в офіційних матчах за збірну лише наступного 1989 року, взявши участь у шести офіційний іграх. Свою сьому і заключну гру за національну команду провів лише 1994 року.

## Титули і досягнення
- Срібний призер Кубка африканських націй: 1988